# 中国驻布隆迪大使馆
中华人民共和国驻布隆迪共和国大使馆（法語：Ambassade de la République populaire de Chine en République du Burundi），简称中国驻布隆迪大使馆，是中华人民共和国驻布隆迪的外交代表机构。

## 机构设置
中国驻布隆迪大使馆设置下列机构：
- 政治处
- 经济商务参赞处
- 办公室